# Tordómar (kommunhuvudort)
Tordómar är en kommunhuvudort i Spanien.   Den ligger i provinsen Provincia de Burgos och regionen Kastilien och Leon, i den centrala delen av landet, 180 km norr om huvudstaden Madrid. Tordómar ligger 814 meter över havet och antalet invånare är 338.
Terrängen runt Tordómar är huvudsakligen platt. Tordómar ligger nere i en dal. Runt Tordómar är det glesbefolkat, med 11 invånare per kvadratkilometer. Närmaste större samhälle är Lerma, 9,0 km öster om Tordómar. Trakten runt Tordómar består till största delen av jordbruksmark.